# Усадье-Сивцевское
Усадье-Сивцевское — деревня в Любытинского района Новгородской области России.

## История
Постановлением Правительства РФ от 19 января 2006 года № 19 деревня Усадье Сивцевского сельсовета переименована в деревню Усадье-Сивцевское.

## Население
| 2010 |
| ---- |
| 0    |